# 스카이넷 (터미네이터)

스카이넷 리서치의 로고.

스카이넷(Skynet)은 터미네이터 시리즈에서 주요 악역으로 등장하는 가상의 인공 의식, 게슈탈트, 인공 일반 지능(슈퍼지능) 시스템이다.

## 같이 보기
- AI에 의한 탈취
- 기술적 특이점
- 보그 (스타 트렉)
- 사이버맨
- 빅 브라더 (1984)
- 사이버네틱스